# 日本国铁C12型蒸汽机车
C12型蒸汽机车是日本國有鐵道的前身鐵道省在1932年制造的过热式水柜式蒸汽機車。此型机车轴重低、操作成本低廉，适应于低规格之简易线。此外，铁道省亦在本型机车的基础上推出C56型蒸汽机车。

## 历史
1930年代日本铁路主要干线均已完成，开始兴建低运量之地方型支线铁路。但受到经济大恐慌影响，为了节省兴建成本，大多以低规格之简易线标准兴建。此类路线需要一种轴重低、操作成本低廉之小型蒸汽机车，因而开发C12型蒸汽机车。
日本国铁于1932年至1940年及1947年间共订制了282辆C12型，分别由川崎车辆（56辆）、汽车制造（44辆）、日立制作所（55辆）、日本车辆（110辆）、三菱重工（17辆）制造。此外，日本外地之桦太厅、台湾总督府及内地一些私营铁路亦订制了共计37辆C12型蒸汽机车。由于日本政府于二次大战期间将部分私营铁路收归国有，有11辆私有铁路之C12型机车被编入铁道省。

## 日本本土外的运用

### 中国大陆和越南
中国抗日战争爆发后，日本陆军于1938年至1939年征调60辆C12型蒸汽机车（车号：C12-101～C12-160），将轨距由1067 毫米改造为1000毫米后送往中国，用于华北交通的正太铁路，称为PureA（プレＡ）型（车号：501～560）。1939年日本将正太铁路修改为标准轨距后，PureA（プレＡ）型则移转至南同蒲铁路（太原-风陵渡）继续使用（北同蒲铁路于1940年修改为标准轨距）。战后，PureA（プレＡ）型改称为PL51型，继续使用至1956年南同蒲铁路修改为标准轨距时停用。中华人民共和国政府将剩余的PL51型蒸汽机车援助越南，越南政府将PL51型改称为131型（代表轴式1-3-1）。
此外日本窒素于1941年向日本车辆订制2辆C12型机车，用于海南石碌铁矿的专用铁道。战后据琼崖日本官兵善后连络部统计，海南岛尚有10辆C12型机车，其中石碌铁矿有两台C12型机车，但这些机车此后的运用情况不明。
1959年海南铁路办事处接管了石八线，接收日造蒸汽机车7台中包含2台ㄆㄌ型（PL型）機車，然而此2台ㄆㄌ型機車是否為日本留下的C12型，尚待其他史料佐證。

### 台湾
臺灣總督府交通局鐵道部于1936年（5辆）及1942年（2辆）共订制7辆C12型蒸汽机车（车号C12-1～C12-7）。战后台湾铁路管理局接收后改称为CK120型，并继续运用于支线，最终在1979年6月2日因铁路电气化停驶并陆续报废解体后，仅存CK124保存于台铁新北投线新北投站。目前CK124号经修复后恢复行驶。

### 爪哇岛
1943年，日本陆军将C12 94以及C12 168两辆机车在保留1067毫米轨距的情况下送往爪哇岛，以供军用运输。战后此两辆机车被印度尼西亚铁路接收，编为C32型。

### 桦太厅
桦太厅铁道C12型蒸汽机车共有4辆，分别于1941年至1943年制造，原编号为C12-1～C12-4，于1943年桦太厅铁道编入日本国有铁道后，改为C12-265、C12-271～273。这些机车于二次大战结束后均为苏联所接收，但这些机车此后的运用情况不明。

## 保存
目前真冈铁道配属的C12 66和台湾铁路管理局配属的CK124号机车动态保存。大井川铁道配属的C12 164曾经动态保存，现转入静态保存。
日本国内尚有28辆C12型机车静态保存。越南铁路131-428号机车静态展示于林同省大叻站。

## 备注
1. ↑  . （原始内容存档于2017-03-14） （日语）.
2. 1 2  . （原始内容存档于2019-01-23） （英语）.
3. ↑  瓊崖日本官兵善後連絡部長. . アジア歴史資料センター. 1945年11月21日. （原始内容存档于2020年11月7日） （日语）.
4. ↑  . 海南史志网.   [2019-08-05]. （原始内容存档于2018-02-10）.
5. ↑  蘇照旭. . 臺灣: 人人出版社. 2000年. ISBN 978-957-976-738-5 （中文（臺灣））.
6. ↑  . （原始内容存档于2019-01-23） （日语）.
7. ↑  正弘, 笹. . 日本东京: 伊卡罗斯出版有限公司. 2012年: 131–132. ISBN 978-4863206175 （日语）.